# Ojarumaru
Ojarumaru (おじゃる丸) est un manga humoristique de type yonkoma de Rin Inumaru. Il a été adapté en shōnen, en anime et en jeux vidéo.

## Jeux vidéo
- 2000 : Ojarumaru: Mitsunegai Jinja no Ennichi de Ojaru! sur Game Boy Color
- 2000 : Ojarumaru: Tsukiyo ga Ike no Takaramono sur Game Boy Color
- 2003 : Ojarumaru: Gekkou Machi Sanpo de Ojaru sur Game Boy Advance
- 2007 : Ojaru-Maru DS: Ojaru to Okeiko Aiueo sur Nintendo DS